# Arborea (Italia)
Arborea (pronuncia: /arbɔˈrɛa/, Arborèa; fino al 1930 Villaggio Mussolini, fino al 1944 Mussolinia di Sardegna) è un comune italiano di 3 711 abitanti della provincia di Oristano in Sardegna, nella regione del Campidano di Oristano.

## Origini del nome
Il nome di Mussolinia di Sardegna usato dal 1930 al 1944 era in onore di Benito Mussolini; il nome in uso dal 1944 di Arborea prende nome dalla regione storica dell'Arborea, che nel basso medioevo corrispondeva al giudicato omonimo, e deriva dal latino arboreta "boscaglia, boschi", che corrisponde al sardo campidanese e sardo logudorese arburedu.

## Storia

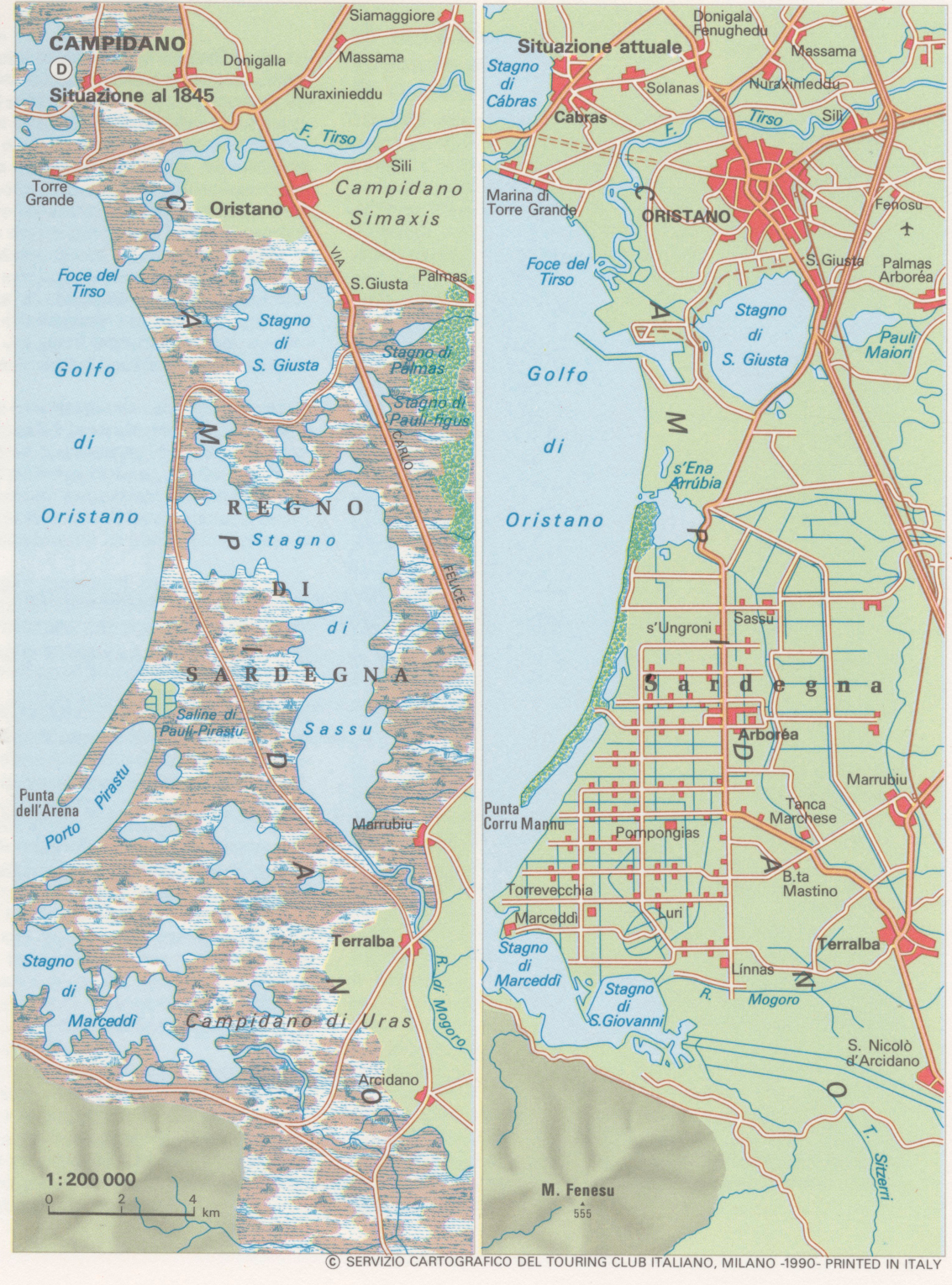
Il territorio di Arborea nel 1845 (sinistra) e dopo le bonifiche

Venne fondata durante il ventennio fascista, dividendosi da Terralba, essendo inaugurata il 29 ottobre 1928 come Villaggio Mussolini. Il municipio sarà costituito, colla denominazione di Mussolinia di Sardegna, con Regio decreto-legge 29 dicembre 1930, n. 1869. La denominazione venne modificata in Arborea l'8 marzo 1944, con la pubblicazione sulla Gazzetta Ufficiale del provvedimento di variazione contenuto nel regio decreto 17 febbraio 1944, n. 68.
Durante il regime fascista fu completata la bonifica della piana di Terralba, già avviata in età giolittiana. La città fu concepita come centro urbano di tale bonifica, ma si dovette attendere il secondo dopoguerra perché tale progetto fosse realizzato completamente, quando la malaria, secolare piaga dell'area, fu debellata grazie all'opera della Fondazione Rockefeller, che finanziò una vasta opera di bonifica tramite l'agente DDT (poi rivelatosi causa di malformazioni fetali).

### Simboli
Lo stemma e il gonfalone del comune di Arborea sono stati concessi con decreto del presidente della Repubblica del 19 giugno 1958.
Stemma
Gonfalone
De limo fertilis resurgo ("Risorgo fertile dal fango") è il motto latino di Arborea, posto a ricordare la bonifica che permise di prosciugare in pochi anni grandi stagni e centinaia di acquitrini, rappresentati nella parte inferiore dello scudo, e trasformarli in terreni fertili, adatti alla coltivazione e all'allevamento.

## Monumenti e luoghi d'interesse

### Architetture religiose
- Chiesa del Santissimo Redentore
- Chiesa Maria Vergine Assunta (Luri)

### Architetture civili
- Municipio
- Palazzina della Società Bonifiche Sarde
- Villa del presidente della S.B.S.
- Villa del direttore della S.B.S.
- Ex Casa del Balilla (poi G.I.L.)
- Ex Casa del fascio e torre littoria
- Ex caserma della Milizia Volontaria per la Sicurezza Nazionale

### Altro
- Davanti al Museo Comunale nel 2009 è stata eretta una lapide triangolare che commemora i bambini di Bullenhuser Damm, assassinati nel 1945.

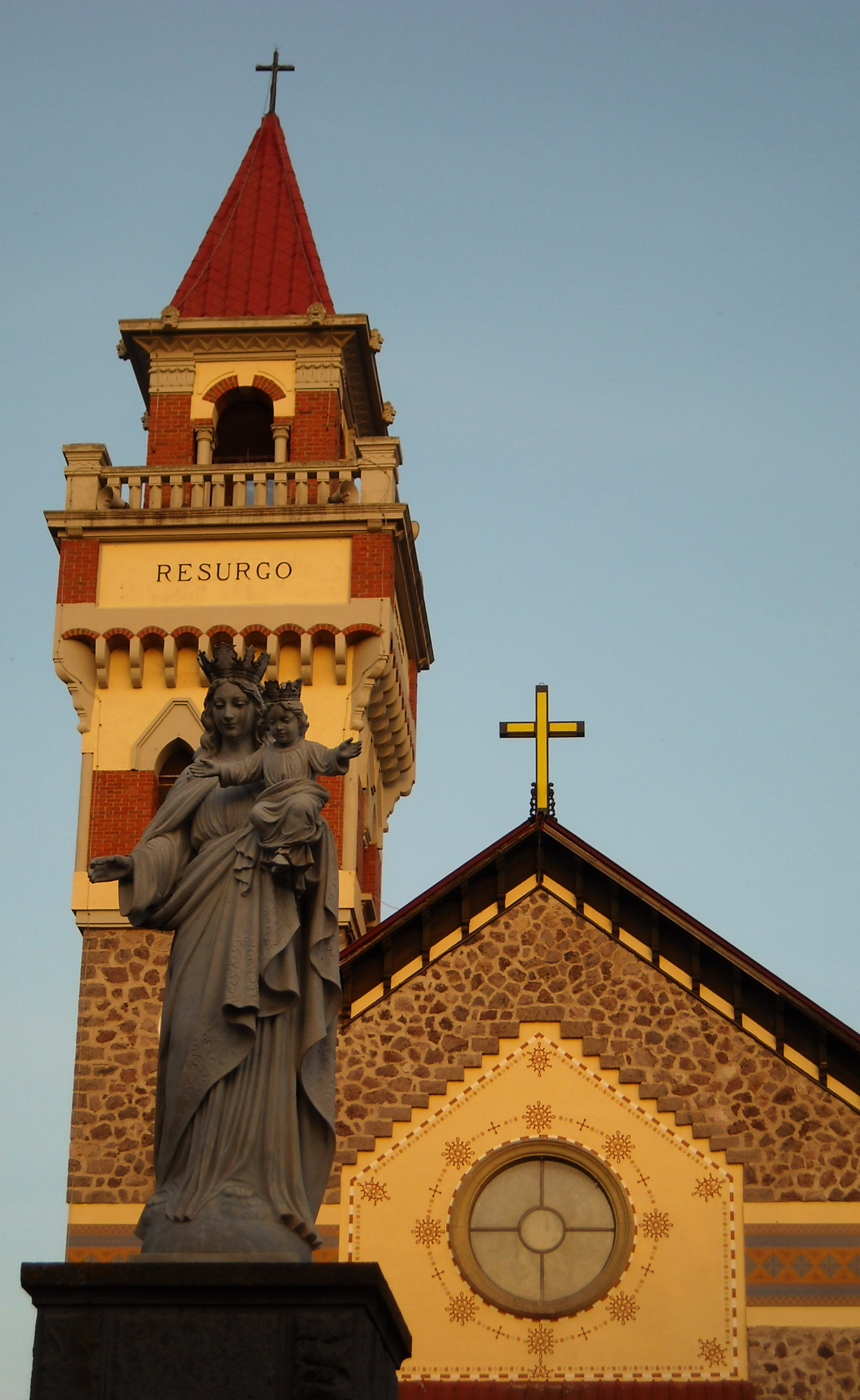
Chiesa del Santissimo Redentore
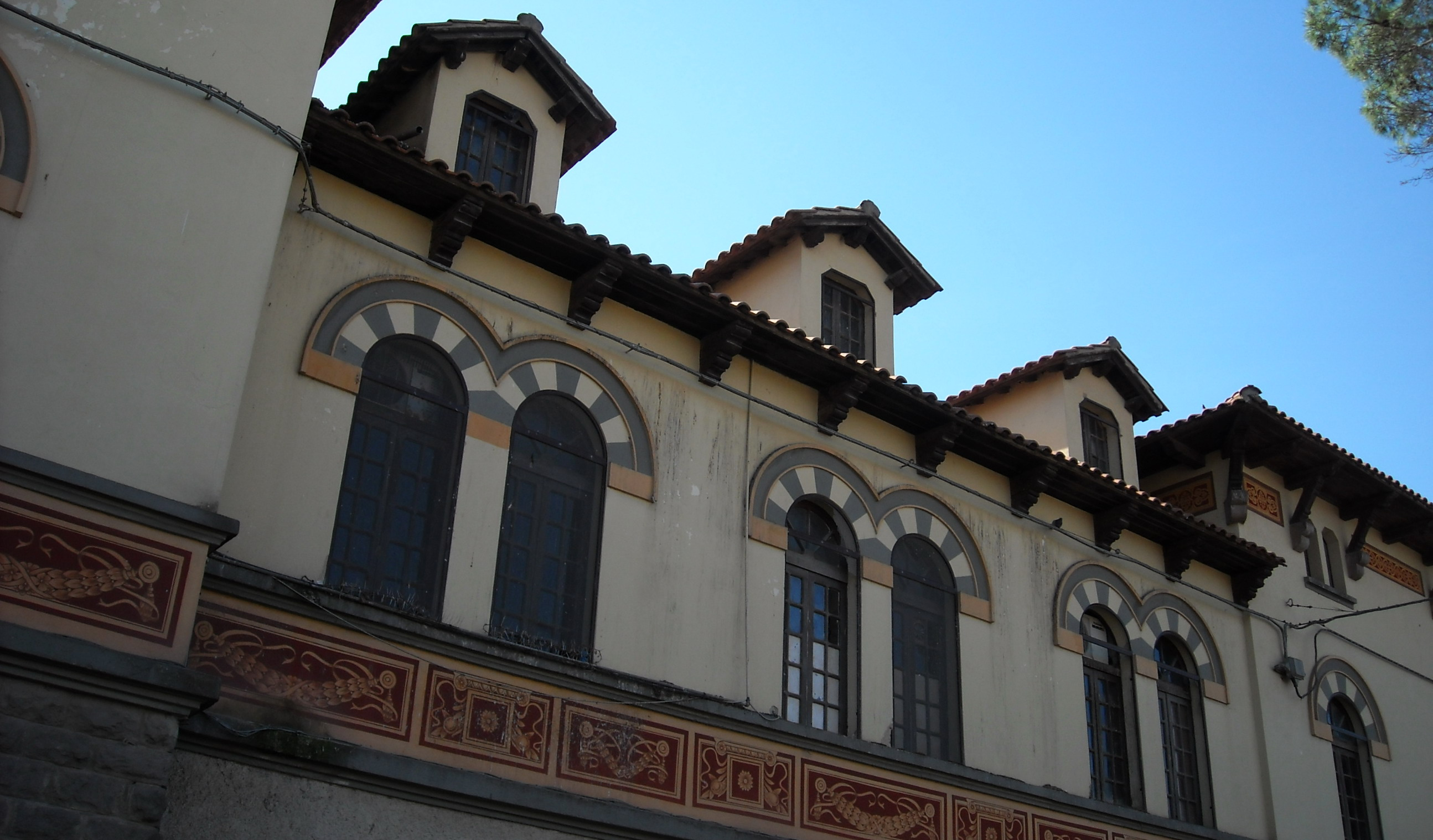
Palazzina della Società Bonifiche Sarde
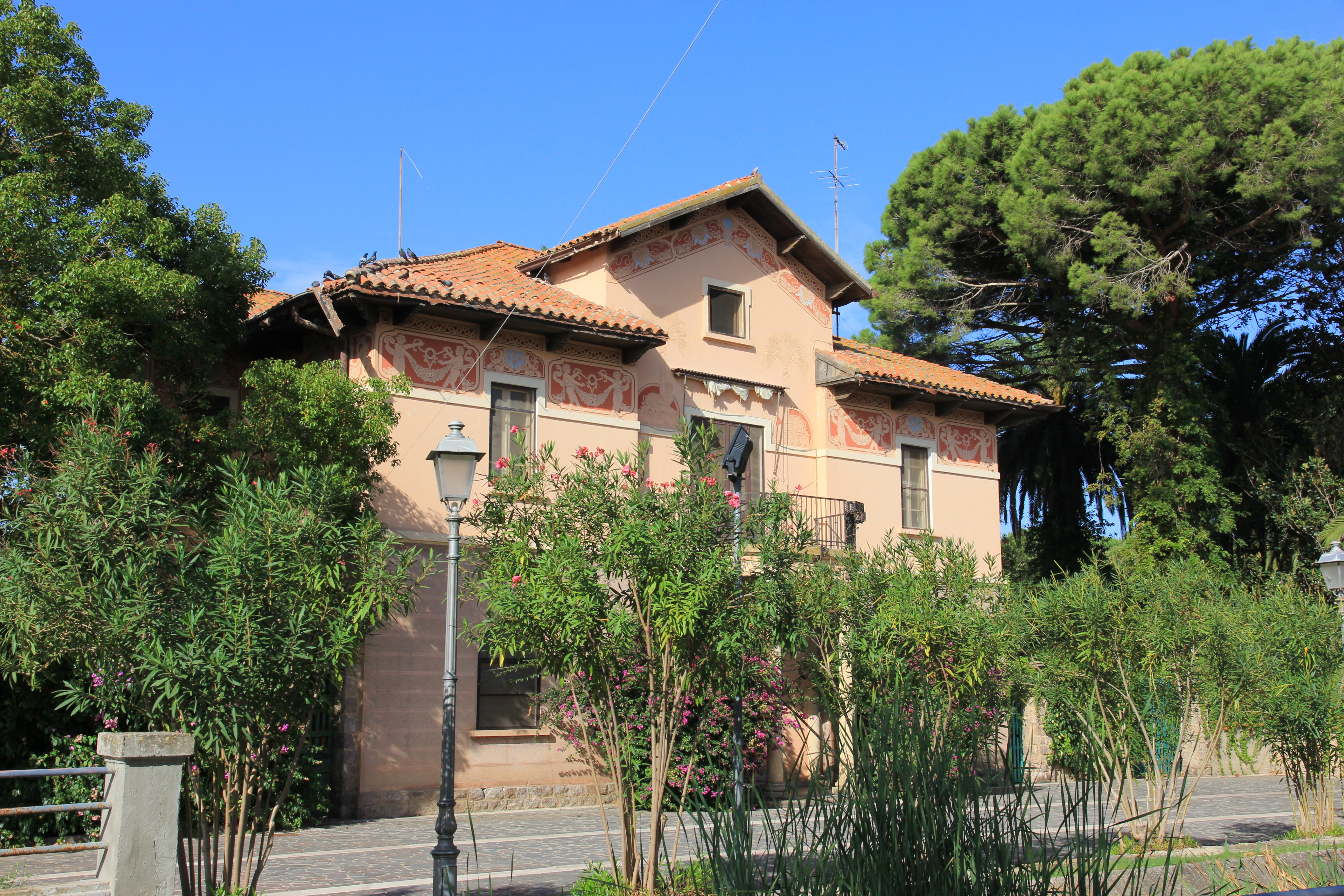
Villa del direttore della S.B.S.
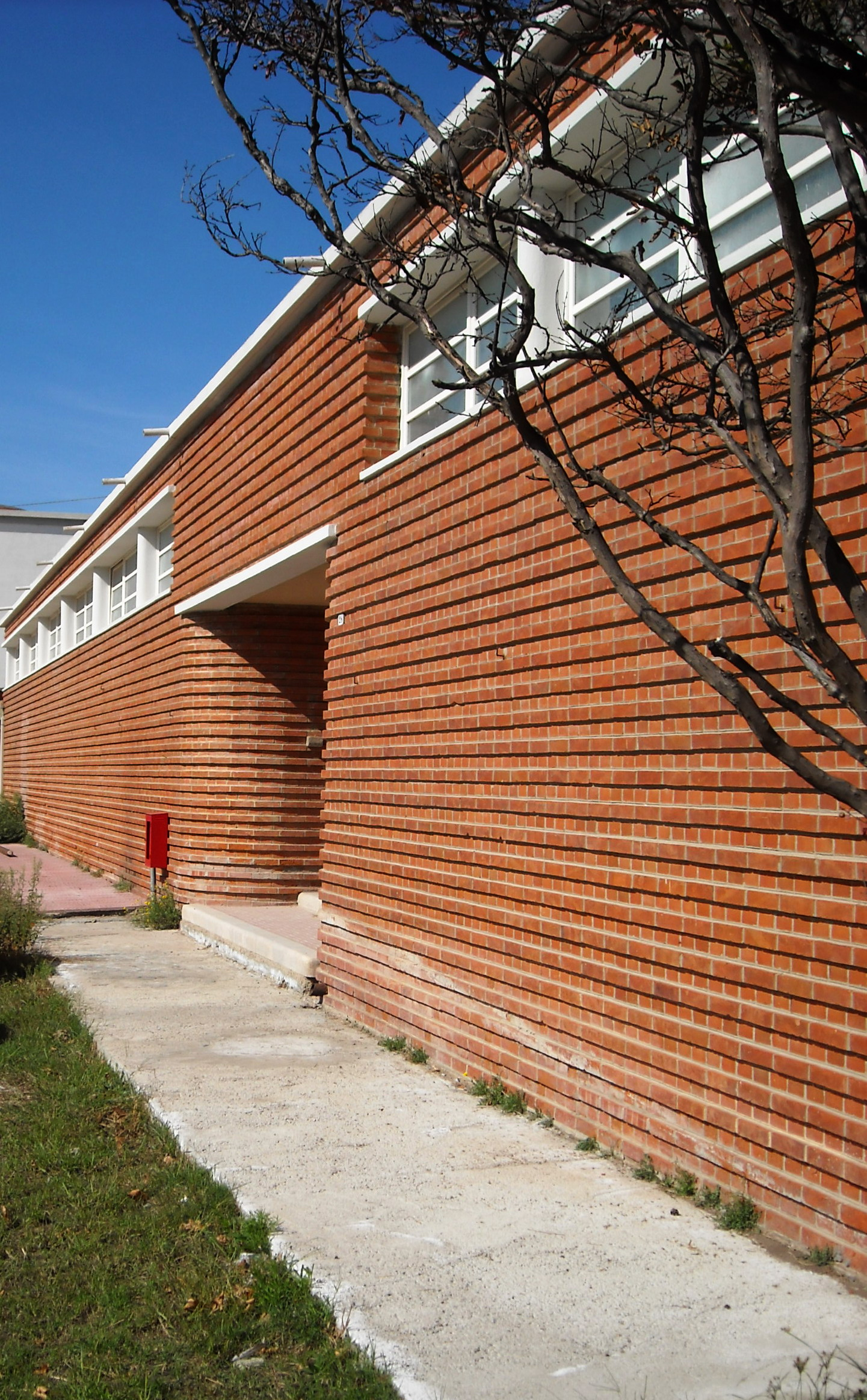
Ex Casa del Balilla
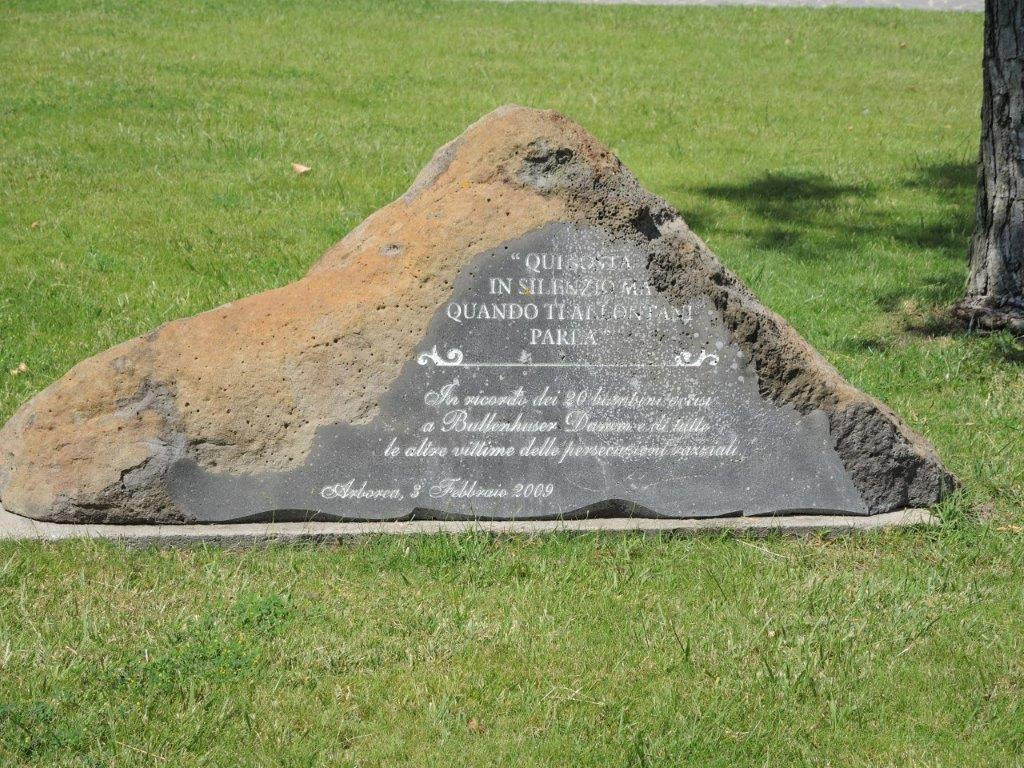
Lapide davanti al Museo Comunale

## Società

### Evoluzione demografica
Abitanti censiti

### Lingue e dialetti
Oltre all'italiano e alla lingua sarda campidanese, ad Arborea è parlato il veneto, portato dai lavoratori delle zone di Treviso, Rovigo, Vicenza, Padova e Venezia, arrivati a seguito della bonifica voluta dalla Società Bonifiche Sarde. Inoltre vi si parla il friulano, frutto dell'immigrazione di famiglie provenienti dal Friuli.

## Istruzione

### Museo
- Il locale Museo Comunale (MUBA) è situato nel centro del paese, in corso Italia, presso l'ex mulino 24.

## Eventi

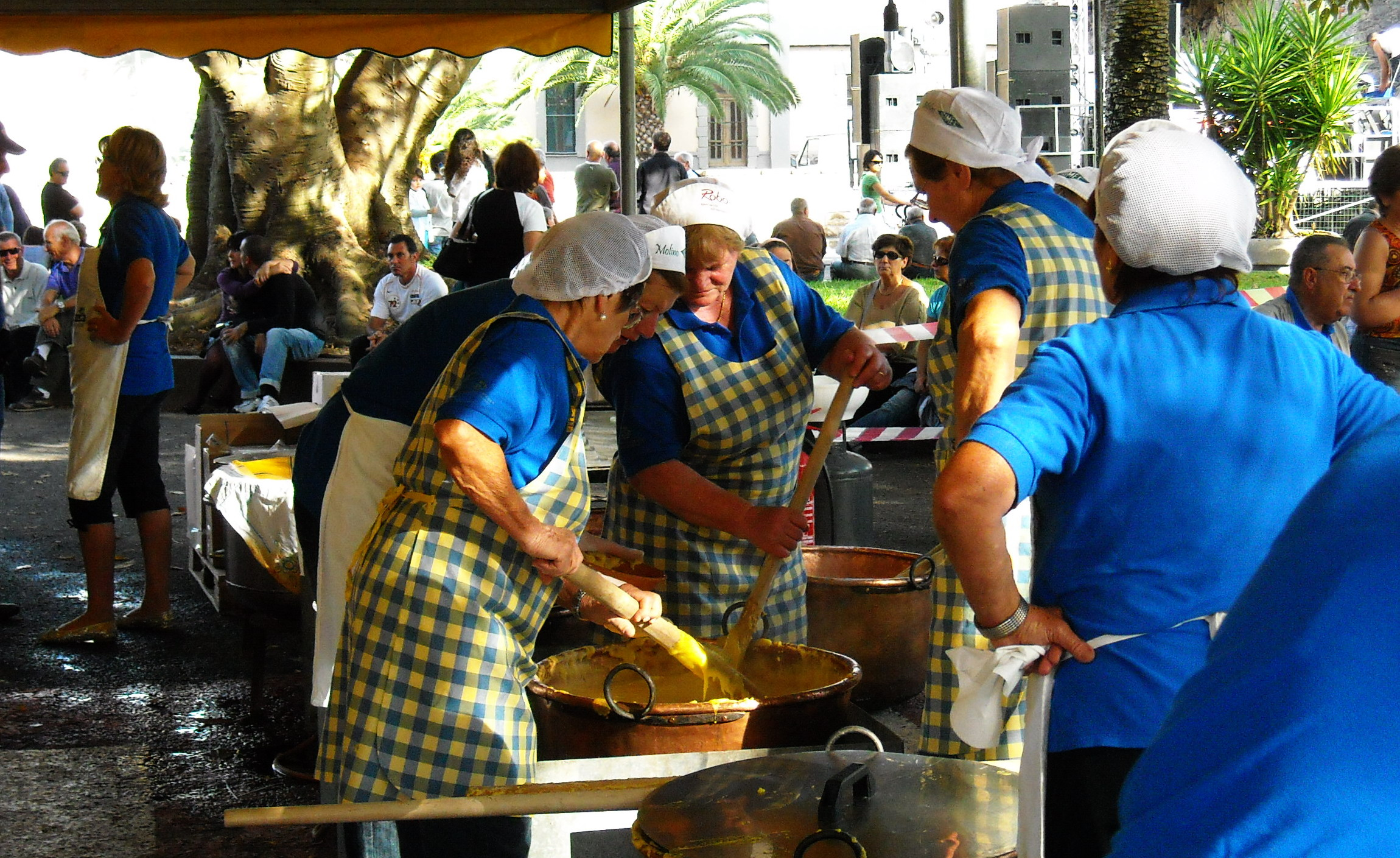
La Sagra della Polenta

Ogni anno l'ultima domenica di aprile oppure la prima domenica di maggio ha luogo la Sagra della Fragola, giunta alla 25ª edizione.
Verso la fine del mese di settembre ha luogo la Sagra della Polenta, giunta alla 36ª edizione nel 2018. Questa seconda sagra viene molto sentita dalla numerosa comunità locale di origine veneto-friulana e romagnola. Infatti viene celebrata principalmente dai discendenti dei coloni dal nord Italia.

## Economia
Significativa la produzione agricola, in particolar modo di latte a lunga conservazione in uno stabilimento per il confezionamento in brik. Altre importanti produzioni sono quelle ortofrutticole e l'allevamento di baliotti frisoni.

## Infrastrutture e trasporti

### Strade
Arborea è collegata al territorio circostante principalmente dalla strada provinciale 49.

### Ferrovie
Il comune è servito dalla stazione di Marrubiu-Terralba-Arborea, situata a Marrubiu, servita dai convogli di Trenitalia in esercizio lungo la ferrovia Cagliari-Golfo Aranci.

## Amministrazione

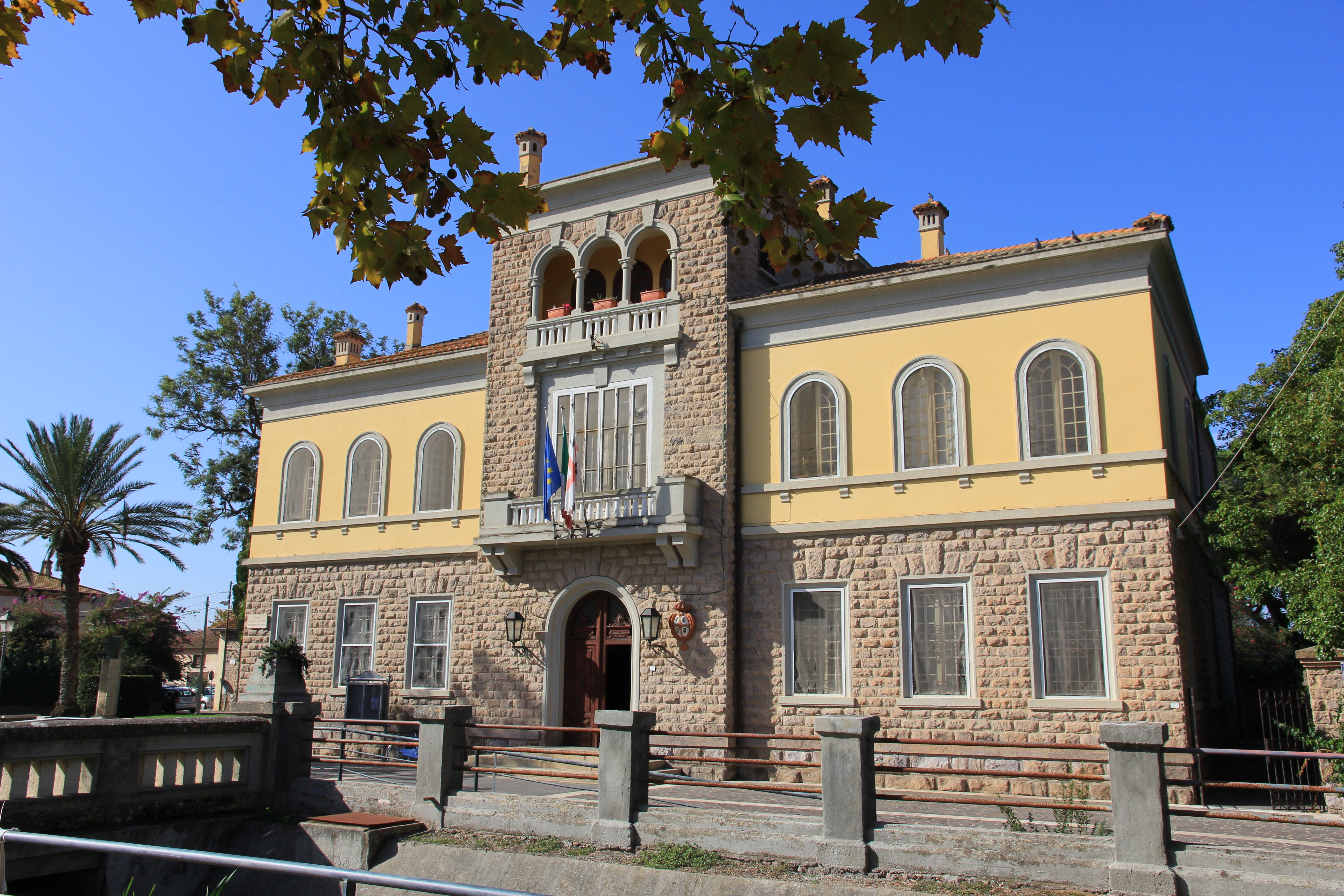
Il municipio

| Periodo         | Periodo         | Primo cittadino | Partito                       | Carica  | Note |
| --------------- | --------------- | --------------- | ----------------------------- | ------- | ---- |
| 31 maggio 2015  | 26 ottobre 2020 | Manuela Pintus  | Lista civica "Si per Arborea" | Sindaco |      |
| 26 ottobre 2020 | in carica       | Manuela Pintus  | Lista civica "Per Arborea si" | Sindaco |      |

### Gemellaggi
- Mortegliano
- Sermoneta
- Zevio
- Villorba

Arborea è inoltre comune onorario della Regione Veneto.

## Sport

### Calcio
- U.S.D. Arborea 1933, militante nel girone A sardo di promozione; fondata nel 1933, i suoi colori sociali sono il giallo e l'azzurro

- Giunco Calcio, fondata nel 2001. Colore sociale: nero

### Pallavolo
- U.S. Arborea